# Алекс Лутц
А́лекс Лутц (іноді — Лутс, (фр. Alex Lutz); нар. 24 серпня 1978, Страсбург, Ельзас, Франція) — французький актор, комік, театральний та кінорежисер, сценарист.

## Біографія
Алекс Лутц народився 24 серпня 1978 року в Страсбурзі, Франція, в сім'ї вчительки німецької мови Франсін Гуммель і страхового агента Жерара Лутца. По закінченню середньої школи Алекс поступив до Міжнародного ліцею Понтоньє.
У 1994 року він дебютував на сцені молодіжного театру в рідному Страсбурзі, а у 18-річному віці створив власну компанію під назвою «Le Coût de la pomme», для якої написав декілька п'єс. Паралельно він співпрацював з Паскалем Шпенглером, у якого грав як актор та, як режисер брав участь у постановці творів Бертольта Брехта, Жана-Люка Лагарсе, Азіза Шуакі та Гайнера Мюллера.
Як кіноактор Лутц дебютував у 2008 році, знявшись у фільмі Жана-Поля Саломе «Жінки-агенти». Наступного року Алекс зіграв роль нациста Генріха фон Ціммеля у фільмі «Агент 117: Місія в Ріо», після чого з'явився у фільмах «Моя частина пирога», «Круїз», «Великий ресторан 2», «Голліву» та інших. Не обмежившись широким екраном, Лутц також взяв участь і в зйомках серіалів «Сімейна сцена», «Найгірший тиждень мого життя» тощо.
У 2015 році Алекс Лутц виступив в ролі кінорежисера і сценариста комедії «Талант моїх друзів», в якій також виконав головну роль. У 2018 році він представив свій другий повнометражний фільм «Гі», в якому виступив як спів-сценарист та виконавець головної ролі. Світова прем'єра стрічки відбулася у травні 2018 році на 71-му Каннському міжнародному кінофестивалі, де вона брала участь в конкурсній програмі Міжнародного тижня критики У 2019 році фільм був номінований у 6-ти категоріях на здобуття французької національної кінопремії «Сезар», у тому числі за найкращий фільм, найкращу режисерську роботу та отримав нагороду за найкращу чоловічу роль. 

## Особисте життя
У жовтні 2015 року Алекс Лутц одружився з флористкою Матильдою Віал, з якою зустрічався з 1998 року. У 2007 році у пари народився син Фердинанд.

## Фільмографія

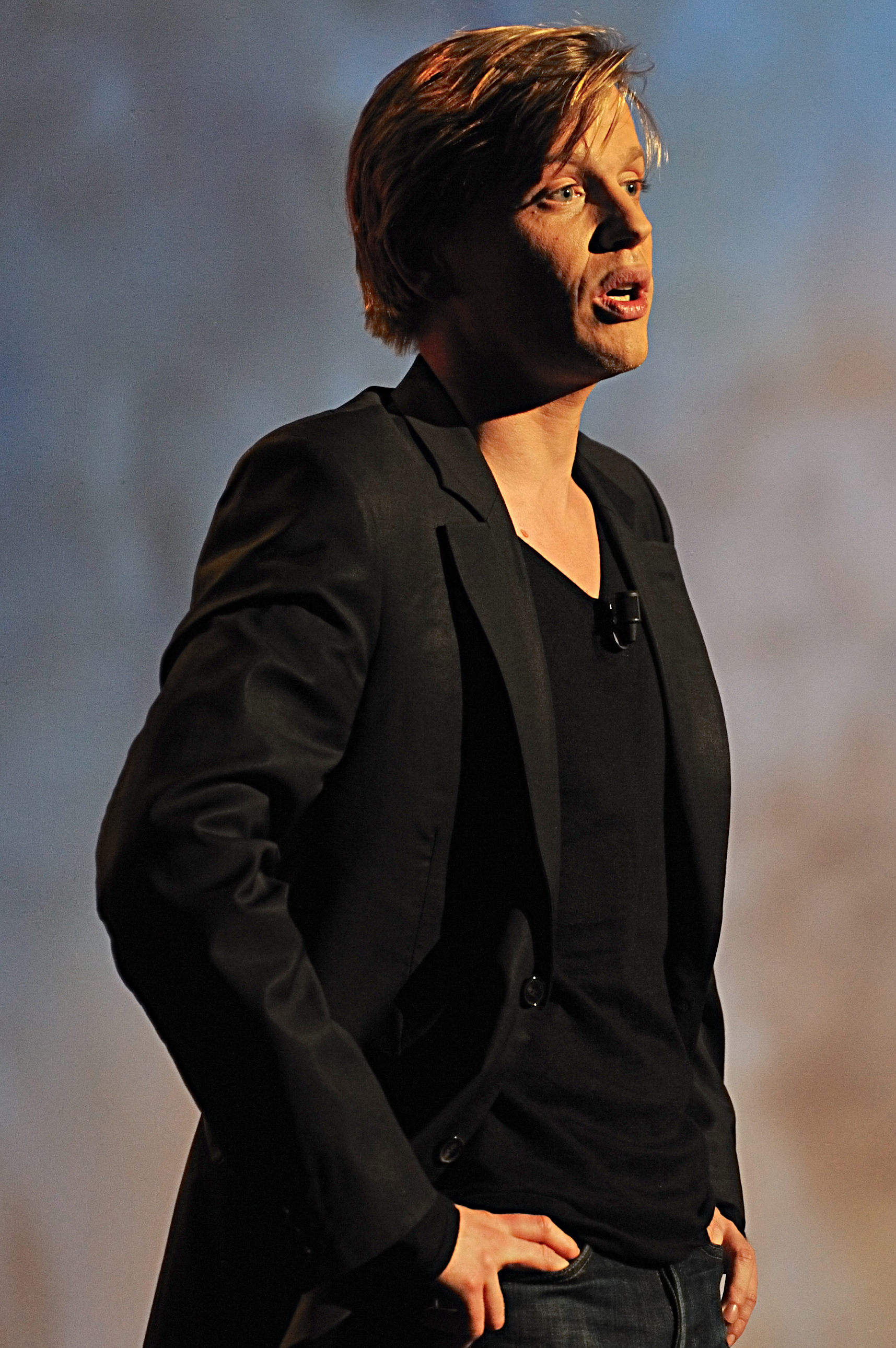
Алекс Лутц, 2010

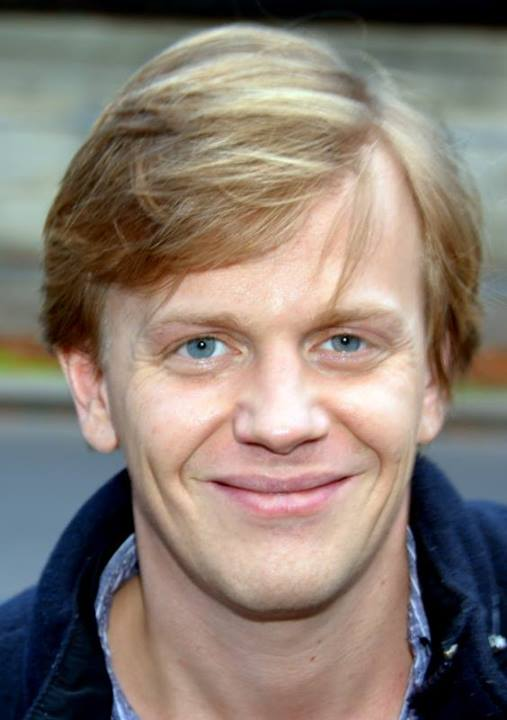
Алекс Лутц, 2013

Актор
| Рік  |    | Українська назва               | Оригінальна назва                       | Роль                              |
| ---- | -- | ------------------------------ | --------------------------------------- | --------------------------------- |
| 2008 | ф  | Жінки-агенти                   | Les femmes de l'ombre                   | солдат у фургоні                  |
| 2009 | тф | Втеча                          | L'évasion                               | Дітер                             |
| 2009 | ф  | Агент 117: Місія в Ріо         | OSS 117: Rio ne répond plus             | Гейнріх                           |
| 2009 | с  | Сімейна сцена                  | Scènes de ménages                       | сусід заїка                       |
| 2010 | тф | Великий ресторан               | Le grand restaurant                     | клієнт ресторану                  |
| 2010 | ф  | Шинка залишилася?              | Il reste du jambon?                     | Бенедикт Дюбрейль                 |
| 2010 | тф | Ні поміняти, ні пустити наново | Ni reprise, ni échangée                 | Жером                             |
| 2010 | с  | Найгірший тиждень мого життя   | La plus pire semaine de ma vie          | Матьє                             |
| 2011 | тф | Великий ресторан 2             | Le grand restaurant II                  | пародист                          |
| 2011 | ф  | Голліву                        | Hollywoo                                | Жан-Філіпп                        |
| 2011 | ф  | Круїз                          | La croisière                            | Браян                             |
| 2011 | с  | Ксанаду                        | Xanadu                                  | молодий Алекс Валадін             |
| 2011 | ф  | Моя частина пирога             | Ma part du gâteau                       | Homme important soirée 1          |
| 2011 | с  | Сода                           | Soda                                    | Тьєррі                            |
| 2012 | ф  | Боулінг                        | Bowling                                 | екзаменатор                       |
| 2012 | ф  | Переполох на районі            | Les Kaïra                               | L'Egyptien partouze haut de gamme |
| 2012 | ф  | Граничні хлопці                | The Frontier Boys                       | баскетболіст «Elk Rapids»         |
| 2013 | с  | Висадка                        | Le débarquement                         | різні персонажі                   |
| 2013 | ф  | Париж за всяку ціну            | Paris à tout prix                       | Бен                               |
| 2013 | с  | Революціонерка                 | Une femme dans la Révolution            | Робесп'єр                         |
| 2013 | ф  | Скачки                         | Turf                                    | барон де Зонневіль                |
| 2014 | кф | Батькове Різдво                | Father's Christmas                      | Де Пре                            |
| 2014 | кф | Діди Морози                    | Les pères Noël                          | батько                            |
| 2014 | ф  | Красуні в Парижі               | Sous les jupes des filles               | Жак, чоловік Інес                 |
| 2014 | ф  | Подорож з Парижу               | Paris-Willouby                          | Марк Лакур                        |
| 2015 | ф  | Талант моїх друзів             | Le talent de mes amis                   | Александр Лудон                   |
| 2016 | ф  | Кілер мимоволі                 | Un petit boulot                         | Брехт                             |
| 2016 | ф  | Нічому не рада                 | Jamais contente                         | Себастьєн Куетт                   |
| 2016 | ф  | Прибульці 3: Взяття Бастилії   | Les Visiteurs: La Révolution            | Робер де Монмірай                 |
| 2017 | ф  | Афера доктора Нока             | Knock                                   | священик Лупус                    |
| 2018 | ф  | Гі                             | Guy                                     | Гі                                |
| 2018 | ф  | Суд над Оскаром Уайльдом       | Le procès d'Oscar Wilde                 |                                   |
| 2018 | мф | Астерікс і таємне зілля        | Astérix: Le secret de la potion magique | Фелеферикс, озвучення             |
| 2018 | ф  | Пригоди Спіру і Фантазіо       | Les aventures de Spirou et Fantasio     | Фантазіо                          |

Режисер та сценарист
| Рік  |     | Назва українською  | Оригінальна назва     | Режисер | Сценарист |
| ---- | --- | ------------------ | --------------------- | ------- | --------- |
| 2013 | т/с | Висадка            | Le débarquement       | Так     |           |
| 2015 |     | Талант моїх друзів | Le talent de mes amis | Так     | Так       |
| 2018 |     | Гі                 | Guy                   | Так     | Так       |

## Визнання
| Нагороди та номінації Алекса Лутца | Нагороди та номінації Алекса Лутца | Нагороди та номінації Алекса Лутца | Нагороди та номінації Алекса Лутца |
| Рік                                | Категорія                          | Фільм                              | Результат                          |
| ---------------------------------- | ---------------------------------- | ---------------------------------- | ---------------------------------- |
| Премія «Люм'єр»                    |                                    |                                    |                                    |
| 2019                               | Найкращий фільм                    | Гі                                 | Номінація                          |
| 2019                               | Найкращий актор                    | Гі                                 | Перемога                           |
| Премія «Сезар»                     |                                    |                                    |                                    |
| 2019                               | Найкращий фільм                    | Гі                                 | Номінація                          |
| 2019                               | Найкраща режисерська робота        | Гі                                 | Номінація                          |
| 2019                               | Найкращий актор                    | Гі                                 | Перемога                           |
| 2019                               | Найкращий сценарій                 | Гі                                 | Номінація                          |
| Премія «Кришталевий глобус»        |                                    |                                    |                                    |
| 2019                               | Найкращий фільм — Комедія          | Гі                                 | Номінація                          |
| 2019                               | Найкращий актор — Комедія          | Гі                                 | Номінація                          |